# المريقية (وشحة)

تعديل مصدري - تعديل

المريقية هي إحدى قرى عزلة بنى سعد بمديرية وشحة التابعة لمحافظة حجة، بلغ تعداد سكانها 217 نسمة حسب تعداد اليمن لعام 2004.